# 1861年門多薩地震
1861年門多薩地震於1861年3月20日23點30分發生在阿根廷門多薩省。這次地震的規模估計為Ms 7.2，震度為IX-X。地震的震源深度約為30公里。

## 構造背景
門多薩位於普雷索迪萊拉構造帶以東，安地斯山脈帶的東緣。根據全球定位系統的數據，納斯卡板塊在南美洲板塊下方的平板俯衝正在造成俯衝板塊的縮短，這種縮短主要集中在前褶皺帶，其速度為每年4.5±1.7公分。這種縮短表現為活躍的逆斷層。門多薩附近兩個活躍的逆斷層是佩尼亞斯逆斷層（Peñas Thrust）和卡爾逆斷層（Cal Thrust），後者在門多薩內直達地表。該地區是安第斯山脈地震最活躍的地區之一。

## 地震
這次地震被認為是由卡爾逆斷層引起的。估計規模為Ms 7.2，與沿著該斷層的估計滑移率和斷裂頻率一致，這表明在過去三至四次地震中，垂直偏移範圍在0.8公尺至1.0公尺之間。

## 損失
這場地震摧毀了該省首府門多薩，造成約6,000到12,000人死亡，但也有說法稱死亡人數甚至更高，另有數千人受傷。大部分建築被摧毀，包括殖民政府大樓（cabildo）。一些商店的照明用煤氣供應中斷引起的火災持續了四天。運河堵塞導致當地洪水氾濫。土壤液化的影響被廣泛報道，並出現許多大型山體滑坡。
小鎮在附近重建，當局於1863年遷至新址。新建築融入現代建築風格，與舊殖民時期的建築明顯不同。

## 延伸閱讀
- Dauer, Quinn P.  (学位论文). Florida International University. 2012  [2024-03-20]. doi:10.25148/etd.FI12120403 . （原始内容存档于2023-09-18） –FIU Electronic Theses and Dissertations.